# Ойик (Таласький район)
Ойи́к (каз. Ойық) — село у складі Таласького району Жамбильської області Казахстану. Адміністративний центр Ойицького сільського округу.
У радянські часи село називалось Уюк, також було приєднано села Ферма 2-а совхоза Уюк та Ферма 4-а совхоза Уюк.
Населення — 1861 особа (2021; 1765 у 2009, 2830 у 1999, 3793 у 1989).